# Pius Eichlinger
Pius Eichlinger (* 11. Februar 1925 in Ingolstadt; † 20. Juni 2014 in Oberhaunstadt) war ein deutscher Maler, Plastiker, Grafiker, Keramiker und Kunstlehrer.

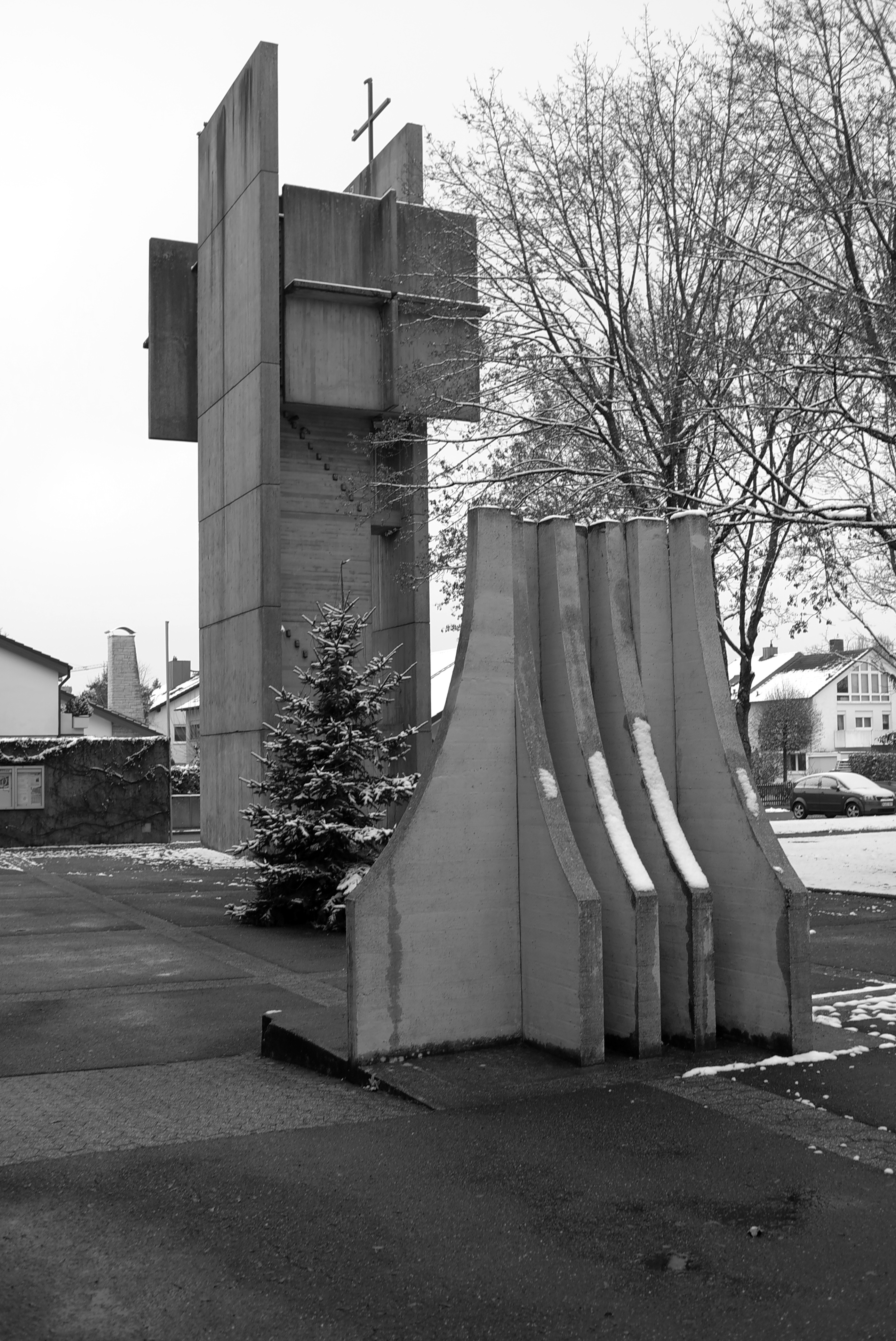
Felsen Petri. St. Peter, Oberhaunstadt

## Werdegang
Pius Eichlinger besuchte zwischen 1931 und 1936 die Volksschule Ingolstadt. Von 1936 bis 1943 war er Schüler am Humanistischen Gymnasium Ingolstadt. 1946 erhielt er das Abitur. Von 1943 bis 1945 war Pius Eichlinger im Kriegsdienst. Nach dem Zweiten Weltkrieg studierte er bis 1949 an der Hochschule der Bildenden Künste München, u. a. bei Karl Sittl. 1949 schloss er das Staatsexamen für das Kunstlehramt, 1950 das Staatsexamen für Kunstpädagogik und 1979 die Gesellenprüfung für das Keramikhandwerk ab. Ab den 1960er Jahren fuhr Eichlinger regelmäßig mit befreundeten Malern, wie Klaus W. Sporer in die Provence, bis er 1967 ein Steinhaus in Miramas le Vieux restaurierte und dieses als zweiten Wohnsitz machte. Von 1995 bis zu seinem Tod lebte Eichlinger in Oberhaunstadt.
Lehrtätigkeit
Eichlinger war ab 1950 Kunsterzieher an Gymnasien in Augsburg, am Werdenfels-Gymnasium in Garmisch-Partenkirchen und am Christoph-Scheiner-Gymnasium in Ingolstadt. Auf Grund einer schweren Krankheit war er 1976 gezwungen, seine Tätigkeit als Kunsterzieher zu beenden.

## Wirken
Eichlinger schuf Vasen, Schalen, Landschaftsbilder, Keramiken, Betonreliefs und Brunnen. Pius Eichlinger prägte, neben Käte Krakow, Alois Schölß und Knut Schnurer lange Zeit als zentrale Figur die Ingolstädter Kunstszene.

## Arbeiten

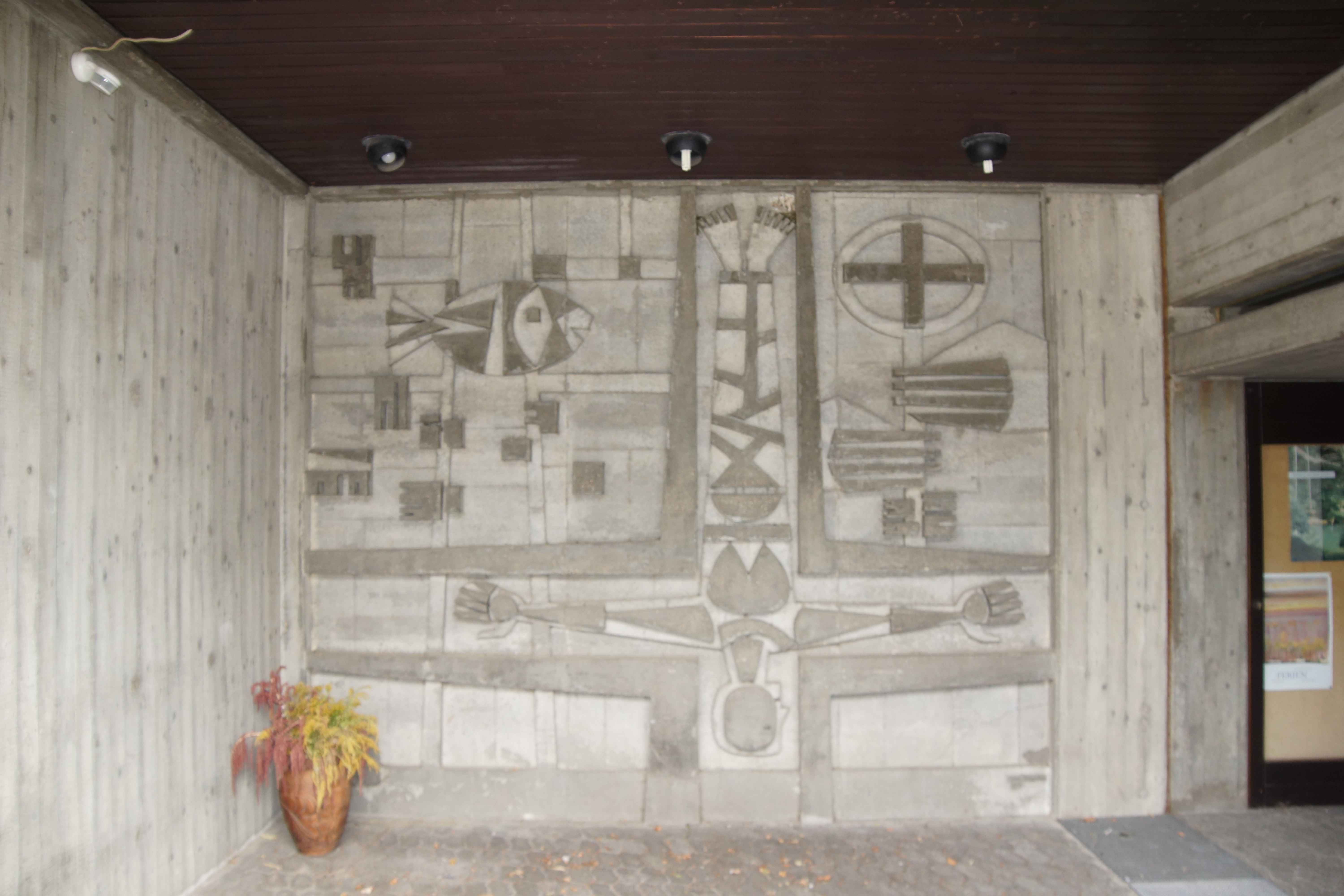
Betonrelief Kreuzigung Petri – St. Peter, Oberhaunstadt

- 1965: Mappe von Herbert Geier mit Arbeiten der Ingolstädter Künstler Johannes Eppelein, Pius Eichlinger, Käte Krakow, Gustav Schneider, Knut Schnurer und Liselotte Spreng[5]
- 1970: Betonplastik Felsen Petri – St. Peter, Oberhaunstadt (Architekt: Josef Elfinger)
- 1972: Betonrelief Kreuzigung Petri – St. Peter, Oberhaunstadt (Architekt: Josef Elfinger)
- 1973: Keramikkreuz – St. Laurentius, Schelldorf (Architekt: Hans Zitzelsperger)
- 1972: Keramikkreuzweg – St. Peter, Oberhaunstadt (Architekt: Josef Elfinger)
- 1977: Keramikkreuz – Ostfriedhof Ingolstadt (Architekt: Hans Zitzelsperger und Karl-Erwin Lutz)[6]
- 1979: Keramikrelief – Nordfriedhof Ingolstadt (Architekt: Ludwig Geith, Heinrich Amann, Manfred Törmer)[7]
- 1979: Keramikrelief in der Eingangshalle – Klinikum, Ingolstadt (Georg Alexander Roemmich, Hans-Joachim Ott, Albert Zehentner)
- Farbige Glasfenster – Aussegnungshalle, Theissing

## Ausstellungen
Einzelausstellungen
- 1951: Amerika-Haus, Augsburg
- 1961: Neue Galerie, Ingolstadt
- 1965: Kunstkabinett Manfred Fischer, Ingolstadt
- 1969: Studio Rindle, München
- 1971: Kunstverein Ingolstadt, Stadttheater Ingolstadt
- 1972: Stadttheater Neuburg
- 1979: Kunstverein Ingolstadt, Stadttheater Ingolstadt
- 1980: Galerie Handwerkspflege, München
- 1985: Konfrontation von moderner mit frühhistorischer Keramik, Stadtmuseum Ingolstadt
- 1987: Färbertörle, Donauwörth
- 1988: Kapelle St. Michel Le Pontet, Grasse
- 1995: Kunstverein Ingolstadt, Stadttheater Ingolstadt
- 1998: Städtische Galerie Harderbastei, Ingolstadt mit Käte Krakow
- 2011: Kunstverein Ingolstadt, Stadttheater Ingolstadt[8]

Gruppenausstellungen
- 1949: Lehnbach-Haus, München
- 1950: Haus der Kunst, München
- 1954: International of Arts and Letters, Lindau
- 1957: Haus der Kunst, München
- 1959: Haus der Kunst, München
- 1962: Haus der Kunst, München
- 1963: Haus der Kunst, München
- 1964: Haus der Kunst, München
- 1966: Initiative Kunst und Literaturverein, Carrara
- 1968: Il Annuale Italiana d’Arte Grafica, Ancona
- 1968: Biennale delle Regioni, Ancona
- 1969: Biennale delle Regioni, Ancona
- 1969: Kreuzherrnsaal, Memmingen
- 1977: Haus der Kunst, München
- 1977: Castillo de Manzanares el Real, Madrid
- 1978: Salon de Provence
- 1980: Süddeutscher Töpfermarkt, Dießen am Ammersee
- 1980: Keramik heute in Bayern II, Coburg
- 1981: Schloss Wertingen
- 1982: Rathausfletz, Neuburg an der Donau
- 1982: Keramikmuseum Westerwald – Deutsche Keramik-Westerwaldpreis 82, Höhr-Grenzhausen
- 1984: Keramik heute in Bayern 84, Coburg
- ab 1984: BKK Oberbayern, Ingolstadt und Neuburg
- 1985: Keramikmuseum Westerwald – Deutsche Keramik-Westerwaldpreis 85, Höhr-Grenzhausen
- 1985: Oberbayerische Kulturtage BKK, Stadttheater Ingolstadt
- 1985: 1. Schwäbischer Keramikpreis, Darmsheim
- 1985: Zeitgenössische Keramik, Spitalspeicher Offenburg
- 1986: 10. Internationale Keramikbiennale, Stadtmuseum Vallauris
- 1987: Zeitgenössische Keramik, Spitalspeicher Offenburg
- 1987: Kristallglasuren – Keramikmuseum Westerwald, Höhr-Grenzhausen
- 1987: Danner-Preis 87, Germanisches Nationalmuseum Nürnberg
- 1981–1990: Handwerkskammer, München
- 1991: Zeitgenössische Keramik, Spitalspeicher Offenburg
- 1993: Dannerpreis 93, Neue Residenz Bamberg
- 1994: Jahrgänge, Sparkasse Ingolstadt

## Auszeichnungen und Preise
- 1995: Kunstpreis der Stadt Ingolstadt

## Filmografie
- 2011: Der Künstler Pius Eichlinger führt durch seine Kunstausstellung
- 2011: Arnold Wohler (music): Die Kunst von Pius Eichlinger
- 2011: Arnold Wohler (music): Die Malerei von Pius Eichlinger
- 2013: Ich, Pius, der Maler
- 2014: Ich, Pius, der Maler Pius Eichlinger signiert
- 2014: Arnold Wohler (music): Kunst von Pius Eichlinger: Der Kreuzweg
- 2015: Pius Eichlinger über das Rauchen ...